# Neal Bledsoe
Neal Bledsoe (Toronto, 23 marzo 1981) è un attore canadese.

## Biografia
Neal Bledsoe è nato a Toronto in Ontario, ed è cresciuto a Seattle, Washington.
Ha frequentato la Shawnigan Lake School, la Idyllwild Arts Academy e la North Carolina School of the Arts.

## Filmografia

### Cinema
- The Ridge, regia di Brett Haley (2005)
- Revolutionary Road, regia di Sam Mendes (2008)
- Un uomo d'affari (Under New Management), regia di Joe Otting (2009)
- Sex and the City 2, regia di Michael Patrick King (2010)
- A Kiss for Jed, regia di Maurice Linnane (2011)
- Junction, regia di Tony Glazer (2012)
- Amateurs, regia di Eric Tao (2013)
- Grand Street, regia di Lex Sidon (2014)
- West End, regia di Joe Basile (2014)
- Police State, regia di Kevin Arbouet (2016)

### Televisione
- Sentieri (Guiding Light) – soap opera, 2 puntate (2005)
- The Hunters, regia di Bharat Nalluri  – film TV (2006)
- CSI: NY – serie TV, 1 episodio (2007)
- Six Degrees - Sei gradi di separazione (Six Degrees) – serie TV, 1 episodio (2007)
- Così gira il mondo (As the World Turns) – serie TV, 3 episodi (2007)
- I'm Paige Wilson, regia di Rod Lurie – film TV (2007)
- Lipstick Jungle – serie TV, episodio pilota (2008)
- Law & Order: Criminal Intent – serie TV, 1 episodio (2008)
- The Beautiful Life (The Beautiful Life: TBL) – serie TV, 1 episodio (2009)
- Gossip Girl – serie TV, 1 episodio (2009)
- Ugly Betty – serie TV, 7 episodi (2009–2010)
- Law & Order: Unità vittime speciali (Law & Order: Special Victims Unit) – serie TV, 3 episodi (2010–2011)
- Danni Lowinski, regia di Richard Shepard  – film TV (2011)
- Body of Proof – serie TV, episodio 1x06 (2011)
- Blue Bloods – serie TV, episodio 1x17 (2011)
- The Drama Department, regia di Jesse Patch – film TV
- Smash – serie TV, 7 episodi (2012)
- Ironside – serie TV, 9 episodi (2013)
- The Mysteries of Laura – serie TV, 10 episodi (2015)
- L'uomo nell'alto castello (The Man in the High Castle) - serie TV, 4 episodi (2015)
- Il Natale che ho sempre desiderato, regia di Mel Damski (2017) - film TV
- Shameless - serie TV, 4 episodi (2018)
- La giostra dell'amore (A Christmas Carousel), regia di Don McCutcheon - film TV (2020)

#### Cortometraggi
- Winked Out - cortometraggio (2009)
- The Walken Dead - cortometraggio (2011)
- Highrise Rory - cortometraggio (2011)
- You There? - cortometraggio (2013)
- Valley Heist - cortometraggio (2013)

### Doppiatore
- Grand Theft Auto IV: The Lost and Damned - videogame

## Doppiatori italiani
Nelle versioni in italiano delle opere in cui ha recitato, Neal Bledsoe è stato doppiato da:
- David Chevalier in CSI: NY, The Mysteries of Laura
- Massimo Triggiani in Law & Order - Unità vittime speciali, The Winter Palace
- Alessandro Zurla in Sentieri
- Patrizio Cigliano in Body of Proof
- Marco Vivio in Blue Bloods
- Ruggero Andreozzi in Ironside
- Francesco Bulckaen in Ugly Betty
- Francesco Sechi in Sex and the City 2
- Fabrizio De Flaviis in Code Black
- Dimitri Winter in L'uomo nell'alto castello
- Alessandro Budroni in L'ultimo tycoon
- Emanuele Ruzza in Shameless
- Stefano Andrea Macchi in Natale al Drive-In